# Sintea Mare, Arad
Sintea Mare (în maghiară: Szinte) este satul de reședință al comunei cu același nume din județul Arad, Crișana, România.

## Așezare
Localitatea Sintea Mare este situată în Câmpia Crișului Alb, la o distanță de 50 km față de municipiul Arad.

## Istoric
Prima atestare documentară a localității Sintea Mare datează din anul 1337. 

## Economia
Economia este una predominant agrară. În ultimii ani s-au înregistrat creșteri ușoare ale sectoarelor economice din comerț și servicii.

## Turism
Așezată într-o zonă de șes, localitatea nu iese în evidență cu elemente spectaculoase ale fondului turistic natural. Obiceiurile și datinile specifice etniilor prezente în acest areal, fac din Sintea Mare un loc extrem de atractiv în perioada sărbătorilor creștine de peste an.

## Personalități
- Victor Ghitta (1869 - 1946),  deputat în Marea Adunare Națională de la Alba Iulia 1918, preot